# فیودور داستایفسکی
فیودور میخایلوویچ داستایِفسکی یا فیودور میخایلوویچ دوستویِوسکی (روسی: Фёдор Михайлович Достоевский؛ IPA: [ˈfʲɵdər mʲɪˈxajləvʲɪdʑ dəstɐˈjɛfskʲɪj] () ؛ زادهٔ ۱۱ نوامبر ۱۸۲۱ – درگذشتهٔ ۹ فوریهٔ ۱۸۸۱) نویسندهٔ مشهور و تأثیرگذار روسی بود. داستایفسکی عمق و فراز جامعهٔ روسیه را تجربه کرد. شخصیت‌های او در همهٔ رمان‌هایش با مشکلات روان‌شناسانه و عاطفی درگیر هستند اما مهم‌تر آنکه کتاب‌هایش از آموزه‌های ایدئولوژیک زمان خود الهام می‌گرفتند. رمان‌های مشهور او جنایت و مکافات (۱۸۶۶)، ابله (۱۸۶۹)، جن‌زدگان (۱۸۷۲) و برادران کارامازوف (۱۸۸۰) هستند.
خانوادهٔ داستایفسکی مشترک مجلهٔ مشهوری بود که باعث شد تا او از کودکی در جریان ادبیات معاصر روسی و غیرروسی قرار گیرند. داستایفسکی ابتدا در بهترین مدرسهٔ خصوصی مسکو تحصیل کرد. پس از مرگ مادرش، مجبور به ترک مدرسهٔ شبانه‌روزی شد و به دانشگاه فنی و مهندسی نظامی اعزام شد. ترجمه‌های او در سال ۱۸۴۳، مانند اوژنی گرانده بالزاک چندان موفق نبودند. اولین رمان او بیچارگان بود که مورد استقبال منتقد مشهور آن زمان بلینسکی قرار گرفت. داستایفسکی به گروهی مخفی تعلق داشت که هدفشان انقلاب علیه سِرف‌داری بود. اعضای آن همراه با گروه بحث حلقه پتراشفسکی (که به دنبال راه‌های انقلابی نبود) بازداشت شدند. 
با این بازداشت داستایفسکی وارد دنیای جدیدی شد و آنچه را قبلا صرفاً در رمان‌ها خوانده بود، از نزدیک تجربه کرد. تاثیر این دوره، پس از بازگشت او به جامعه و تلاش برای دوباره پیدا کردن خود در جایگاه نویسنده، در آثارش بروز یافت. پس از بازگشت از تبعید ده‌ساله در سیبری با نوشتن یادداشت‌های زیرزمینی مسیر تازه‌ای را در پیش گرفت که در مرکز ایدئولوژیک آخرین رمان او («مفتش اعظم») به اوج خود می‌رسد.
سال‌های آخر عمر او، همزمان با قتل و آشوب در روسیه بود. در این میان، داستایفسکی و تورگنیف نماد دو رویکرد به این فضا بودند. داستایفسکی را در کنار نیچه می‌توان نقطه اوج سنت رمانتیک در نظر گرفت. 

## دوران کودکی (۱۸۲۱ تا ۱۸۳۶)
فیودور میخایلاویچ فرزند دوم خانوادهٔ داستایفسکی در ۱۱ نوامبر ۱۸۲۱ زاده شد. پدرش پزشک و از اوکراین به مسکو مهاجرت کرده بود و مادرش دختر یکی از بازرگانان مسکو بود. در ده‌سالگی والدینش مزرعه‌ای کوچک در حومهٔ شهر تولا در نزدیکی مسکو خریدند که از آن به بعد تابستان‌ها را در این مکان می‌گذراندند. در ۱۸۳۴ همراه با برادرش به مدرسهٔ شبانه‌روزی منتقل شدند و سه سال آنجا ماندند.
داستایفسکی از کودکی به ادبیات علاقه نشان داد. مادرش مشترک مجلهٔ مشهوری بود که باعث شد تا خانواده در جریان ادبیات پیشرو معاصر روسی و غیرروسی قرار گیرند. داستایفسکی ابتدا در بهترین مدرسه خصوصی مسکو، مدرسهٔ شبانه‌روزی چرماک تحصیل کرد. این مدرسه توسط یک مهاجر چک که پس از جنگ‌های ناپلئونی به روسیه نقل مکان کرد، تأسیس شد و تأکید زیادی بر ادبیات داشت.

## دوران جوانی (۱۸۳۶ تا ۱۸۴۳)
در تابستان ۱۸۳۹ خبر فوت پدرش به او رسید. در ۱۸۴۳ با درجهٔ افسری از دانشکدهٔ نظامی فارغ‌التحصیل شد و شغلی در ادارهٔ مهندسی وزارت جنگ به دست آورد. تا تابستان ۱۸۴۴ سهم ارث پدری‌اش به خاطر ولخرجی‌های مختلف به اتمام رسید. در همین سال از ارتش استعفا کرد.
پس از مرگ مادرش در ۲۷ سپتامبر ۱۸۳۷ که منجر به مشکلات مالی برای خانواده او شد، مجبور به ترک مدرسه شبانه‌روزی شد. او به دانشگاه فنی و مهندسی نظامی اعزام شد. او برای تطبیق با زندگی در آنجا مشکل داشت، اما با این وجود موفق شد در ۱۲ اوت ۱۸۴۳ به عنوان مهندس نظامی فارغ‌التحصیل شود. پس از آن، سبک زندگی کاملا آزادانه‌ای داشت. او به عنوان مترجم کار می‌کرد، اما ترجمه‌هایی که در سال ۱۸۴۳ به پایان رساند، مانند اوژنی گرانده بالزاک و لادرنییر آلدینی ساند،  چندان موفق نبودند.

## نویسندگی

### سال‌های نخست (۱۸۴۴ تا ۱۸۴۹)

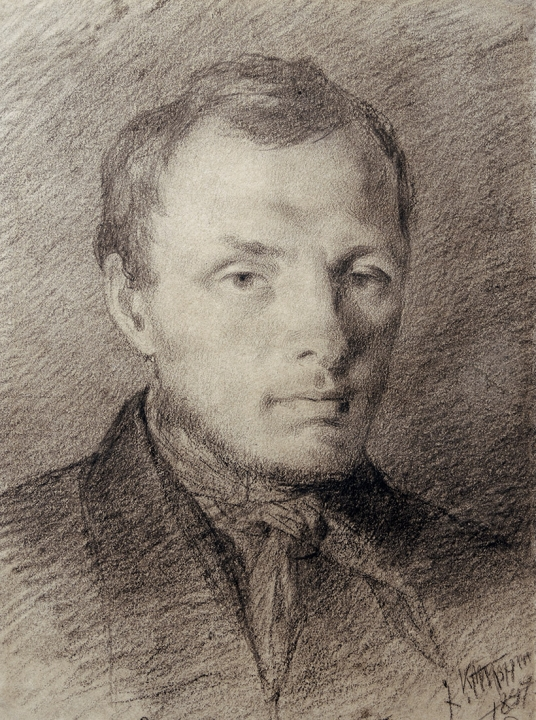
داستایفسکی، ۱۸۴۷

داستایفسکی کار بر روی بیچارگان را در اوایل سال ۱۸۴۴ آغاز کرد. او برای اولین‌بار در نامه‌ای به برادرش میخائیل در ۳۰ سپتامبر ۱۸۴۴ به کار آینده اشاره کرد: «من در حال اتمام رمانی به بزرگی اوژنی گرانده هستم. این یک اثر نسبتاً بدیع است.»
پس از ناموفقیت همزاد، در سپتامبر ۱۸۴۶ داستایفسکی با گروهی تازه آشنا شد که الکسی ن. بکتوف در مرکزشان قرار داشت. او در این حلقه با الکسی پلشچف(شاعری شناخته‌شده که در آن زمان دانشجو بود و نامش در میان روشنفکران دههٔ ۱۸۴۰ دیده می‌شد) آشنا شد. بهار ۱۸۴۷، دوره بسیار سختی در زندگی داستایفسکی بود. جدایی کامل او از بلینسکی پیش از آن روی داده بود، به گفته خودش «از بین رفتن شهرت من در مجلات» در جریان بود و از لحاظ مالی در وضعیت نامناسبی بود. او در آن زمان نقل مکان و زندگی منزوی و مجردانه‌ای را آغاز کرد، برای جبران این انزوا با حلقه پتراشفسکی آشنا شد. میخائیل پتراشفسکی در آن زمان جوانی بیست و شش ساله بود و همسن داستایفسکی بود.
دیدارهای جمعه در این حلقه مساله‌ای مخفی نبود. این جمع به مرور و تا اواخر بهار ۱۸۴۸، به گروه بحث و مناظره تبدیل شد. به دلیل فضای ضد دینی، این دیدارها چندان جذابیتی برای داستایفسکی نداشت و تا قبل از پاییز ۱۸۴۸ فضای سیاسی بسیار ناچیزی در آنجا وجود داشت. این وضعیت با انقلاب‌های ۱۸۴۸ در اروپا تغییر کرد؛ در میان طبقه حاکم ترس ایجاد شد و در مقابل روشنفکران بسیار هیجان‌زده شدند. با این دگرگونی، در پاییز ۱۸۴۸ اعضای بسیاری در حلقه حضور پیدا کردند و حضور داستایفسکی نیز بیشتر شد. فعالیت‌های پلیس مخفی گسترش پیدا کرد و پتراشفسکی تحت نظارت قرار گرفت. یک مامور مخفی در هفت جلسه آخر حلقه (بین مارس و آوریل) حضور پیدا کرد.
افکار داستایفسکی در این زمان به روسیه و مشکلات آن گره خورده بود اما در حلقه کمتر به این مسائل پرداخته می‌شد. در همانجا بود که توجه نیکولای اسپنشف به داستایفسکی جلب شد. اسپنشف که به دنبال اقدامی عملی در این موارد بود، جامعهٔ مخفی را شکل داد. داستایفسکی به این گروه مخفی تعلق داشت که هدفشان انقلاب علیه سِرف‌داری بود (وجود این سازمان تا مدتها پس از مرگ او مشخص نشد). قبل از اینکه این گروه زیرزمینی بتواند دست به اقدامی بزند، اعضای آن همراه با گروه بحث حلقه پتراشفسکی (که به دنبال راه‌های انقلابی نبود) بازداشت شدند. بازداشت داستایفسکی و تمامی اعضای حلقه در آوریل، به دنبال نگرانی تزار از تحولات اروپا و تاثیر آن در روسیه صورت گرفت. با این بازداشت داستایفسکی وارد دنیای جدیدی شد و آنچه را قبلا صرفا در رمان‌ها خوانده بود، از نزدیک تجربه کرد. تاثیر این دوره، پس از بازگشت او به جامعه و تلاش برای دوباره پیدا کردن خود در جایگاه نویسنده، در آثارش بروز یافت.

### تبعید به سیبری (۱۸۴۹ تا ۱۸۵۴)

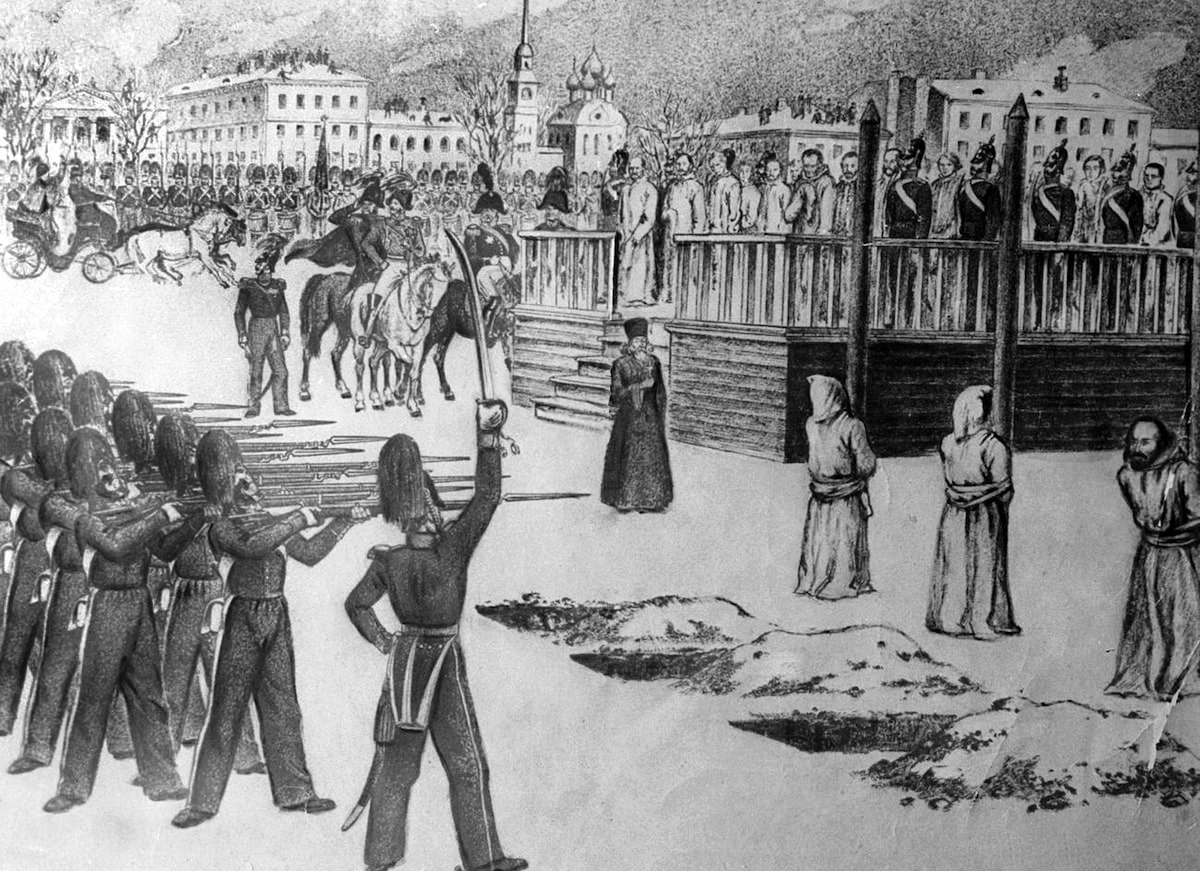
طرحی از اعدام ساختگی حلقه پتراشفسکی

تعداد بازداشتی‌ها در ابتدا حدود ۶۰ نفر بود و با گسترش به مسکو و سایر شهرها افزایش یافت. برادر داستایفسکی نیز در میان آنها بود. داستایفسکی در زندان چند ماه بازجویی شد. سپس زندانی‌ها اجازهٔ دریافت کتاب پیدا کردند. داستایفسکی در آنجا قهرمان کوچک را نوشت که هشت سال بعد بدون نام منتشر شد. این داستان در جهانی می‌گذرد که داستایفسکی بسیار کم به آن پرداخت و بسیار شخصی است. دادگاه نظامی–مدنی که داستایفسکی در آن محکوم شد شدت مجازات را بر این اساس صادر کرد که آیا شخص ابراز ندامت کرده و یا داوطلبانه مطالب را آشکار کرده است. داستایفسکی هیچ‌کدام را انجام نداد.
یکی از سنگین‌ترین اتهام‌ها به او خواندن نامه به گوگولِ بلینسکی بود. در ۱۷ سپتامبر ۱۸۴۹، کمیسیون تحقیق به کار خود پایان داد. در ۱۶ نوامبر، تصمیم دادگاه نظامی-مدنی صادر شد و پانزده نفر از متهمان (از جمله داستایفسکی) به اعدام با جوخه آتش محکوم شدند. سپس این حکم برای بررسی به بالاترین دادگاه نظامی ارسال شد که شدت حکم را افزایش داد (همه متهمان باید اعدام شوند) و اتهامات بیشتری را نیز به داستایفسکی وارد کرد. پس از این ابراز قدرت، دادگاه از تزار درخواست ترحم کرد. تزار با این درخواست برای شدت محکومیت کمتر موافقت کرد. داستایفسکی به جای اعدام، در ابتدا به هشت سال و سپس چهار سال بیگاری محکوم شد. چنین محکومیتی منجر به سلب تمامی حقوق شهروندی (حتی پس از پایان مجازات) می‌شد اما داستایفسکی با خدمت نظامی دوباره آنها را به دست آورد. رسیدگی نهایی به پرونده در ۲۱ دسامبر انجام شد و طبق قانون بنا به اجرای اعدام ساختگی شد که معمولا تشریفات آیینی بود. اما در این مورد تزار دستور صریحی داد که تنها پس از اجرای همه مقدمات اعدام به محکومان بخشش داده شود. صحنه چنین آراسته شد و داستایفسکی باور داشت تنها چند لحظه با مرگ قطعی فاصله دارد.
پس از پایان بازجویی در ماه اکتبر، زندانیان چیز بیشتری از مذاکرات مربوط به پرونده خود نمی‌دانستند. در سرمای صبح ۲۲ دسامبر، زندانیان با لباس بسیار کم به محل اعدام برده شدند. پس از پاره کردن سرپوش آنها، حکمشان خوانده شد: «مرگ با جوخه آتش». داستایفسکی صحنه‌هایی از واکنش مذهبی در اعدام را بعدا در ابله به کار برد. سه نفر به چوبه اعدام بسته شدند، داستایفسکی در میان سه نفر بعدی قرار داشت. یکی از اعدامیان درجا دیوانه شد. دستور بخشش تزار و حکم‌های واقعی از راه رسید. زندانیان به سیبری تبعید شدند.
داستایفسکی نامه‌ای احساس‌برانگیز برای برادرش میخائیل نوشت و نشاط ناشی از زندگی دوباره را در آن بازتاب داد. در ۲۴ دسامبر ۱۸۴۹، داستایفسکی به کاتورگا در سیبری اعزام شد.

### آزادی از زندان و ازدواج اول (۱۸۵۴ تا ۱۸۶۶)

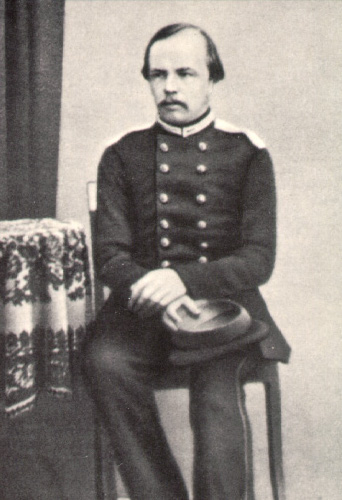
داستایفسکی مهندس نظامی در سال ۱۸۵۸ یا ۱۸۵۹، پرتره از سولومون لیبین

داستایفسکی در ۱۵ فوریه ۱۸۵۴ از زندان بیرون آمد تا دورهٔ بعدی مجازاتش را در لباس سرباز عادی طی کند. او به‌عنوان مأمور خدمت در گردان هفتم پیاده‌نظام سیبری به سمی (سمیپالاتینسک) اعزام شد. 
در ۶ فوریه ۱۸۵۷ بعد از دو سال با «ماریا دیمیتریونا» بیوهٔ یک کارمند گمرک ازدواج کرد. در بهار ۱۸۵۹ استعفایش از ارتش پذیرفته شد و توانست به نزدیکی مسکو نقل مکان کند. دو داستان رویای عموجان و روستای استپانچیکو را نوشت و به چاپ رسانید. در سال ۱۸۵۹ عرض‌حالی برای الکساندر دوم که تازه بر تخت نشسته بود فرستاد و بدین وسیله اجازه یافت به سن پترزبورگ برود. یک سال بعد او به جمع ادیبان و روشنفکران شهر سن پترزبورگ ملحق شد.
در نشریه‌ای که برادرش منتشر می‌کرد (ورمیا) شروع به روزنامه‌نگاری کرد. از ژوئن تا اوت ۱۸۶۲ به اروپا سفر کرد. داستانی به نام ماجرای بی‌شرمانه را در ورمیا به چاپ رسانید. در ماه ژوئن ۱۸۶۳ ورمیا تعطیل شد. قسمتی از تابستان و پاییز ۱۸۶۳ را با معشوقش در اروپا گذراند. در ۱۰ ژوئیه ۱۸۶۴ «میخاییل داستایفسکی» برادر بزرگش درگذشت. در ۱۶ آوریل ۱۸۶۴ ماریا دیمیتریونا درگذشت. در فاصله سال‌های ۶۴–۱۸۶۲ کتاب‌های خاطرات خانه اموات، آزردگان و یادداشت‌های زیرزمینی را به چاپ رسانید.

### ازدواج دوم و ماه عسل (۱۸۶۶ تا ۱۸۷۱)

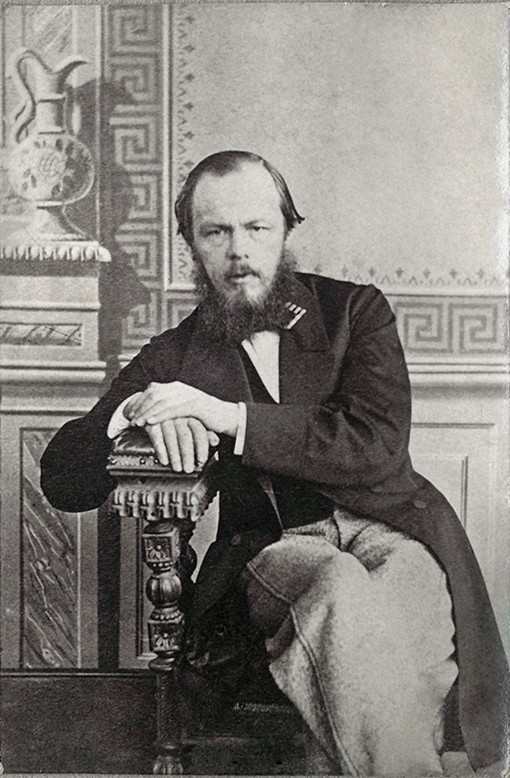
۱۸۶۳

انتشار جنایت و مکافات با استقبالی بیش از آنچه برای خاطرات خانه اموات (پنج سال پیش از آن) روی داد، مواجه شد. داستایفسکی دوباره در خط مقدم ادبیات روسی و در رقابت با تولستوی و تورگنیف قرار گرفت. آخرین فصل‌های رمان با کمک آنا گریگوریونا اسنیتکینا تکمیل شده بود. آنا تندنویسی بود که با داستایفسکی در زمان نوشتن قمارباز کار کرده بود. در پی این همکاری، داستایفسکی به آنا پیشنهاد ازدواج داد و او پذیرفت.
پیش از آن در ۴ اکتبر ۱۸۶۶، داستایفسکی آنای جوان را به عنوان آخرین راه حل برای نوشتن رمان در زمان وعده داده شده، پذیرفته بود. دیکته کردن قمارباز توسط داستایفسکی و نوشته شدن سریع آن توسط آنا برای مدتی برنامه روزانه آنها بود. ضرب‌الاجل ۱ نوامبر به سرعت نزدیک می‌شد. داستایفسکی نگران از آن بود که با وجود اتمام نسخه دستنویس، فئودور استلوفسکی راهی برای سر باز زدن از پذیرفتن آن پیدا کند. با وجود آنکه استلوفسکی به راه‌های گوناگونی تلاش کرد تا رمان را نپذیرد، موفق نشد. دیکته کردن رمان در ۲۹ اکتبر تمام شد و آنا نسخه دستنویس را در ۳۰ اکتبر (روز تولدش) به داستایفسکی تحویل داد. در ۳۱ اکتبر، داستایفسکی آخرین تغییرات را در متن اجرا کرد و روز بعد آن را تحویل داد. با راهنمایی آنا (و مشورتش با یک حقوقدان)، داستایفسکی نسخه دستنویس را به ثبت رساند تا راه را بر استلوفسکی بسته باشد. تنها دو ساعت پیش از آن پایان ضر‌ب‌الاجل، کار با موفقیت پایان یافت.
پس از ازدواج با آنا، در آوریل ۱۸۶۷ به سفر اروپایی خود رفتند. قمار دائمی داستایفسکی در این سفر برایشان مشکلات بسیاری به همراه داشت.  در ماه اوت به سوئیس رفتند، در آنجا حمله‌های صرع داستایفسکی افزایش یافت. او قصد نوشتن رمان دیگری را داشت، ایده‌های ابله به مرور در او شکل گرفت و در ژانویه ۱۸۶۸ نخستین بخش‌های آن در روزنامه پیام‌آور روسی منتشر شد. آنها به ایتالیا سفر کردند، در آنجا اولین فرزندشان به دنیا آمد؛ دختری به نام سوفیا که در همان خردسالی درگذشت. آنها در ماه اوت، دوباره به آلمان بازگشتند؛ در ماه سپتامبر، دختر دومشان به نام لیوبوف در آنجا به دنیا آمد. در ماه دسامبر، نوشتن همیشه شوهر پایان یافت.

### بازگشت به روسیه (۱۸۷۱ تا ۱۸۷۵)
داستایفسکی رمان بعدی خود را به مرور آماده کرد در ۸ ژوئیه ۱۸۷۱، داستایفسکی و خانواده‌اش پس از چهار سال زندگی در خارج، به روسیه بازگشتند. در شانزدهم همان ماه پسرشان به نام فیودور به دنیا آمد. آخرین بخش‌های جن‌زدگان در نوامبر و دسامبر ۱۸۷۲ منتشر شد.
در آغاز سال ۱۸۷۳ سردبیر مجلهٔ گراژ دانین شد و تا ماه مارس سال بعد به این کار ادامه داد. جوان خام را در زمستان ۷۵‐۱۸۷۴ نوشت که در طول سال ۱۸۷۵ در مجله اوتچستیه زابیسکی انتشار یافت. «آلیوشا» آخرین فرزندش در ماه اوت ۱۸۷۵ به دنیا آمد که در سه سالگی بر اثر حمله صرع در گذشت.

### سال‌های آخر (۱۸۷۶ تا ۱۸۸۱)
در این دوره دفتر یادداشت روزانه یک نویسنده منتشر شد. از اکتبر ۱۸۷۷، در طی سه سال پس از آن، داستایفسکی مشغول به برادران کارامازوف شد. در دو سال آخر عمرش انتشار ماهانهٔ بخش‌هایی از این رمان در فضای ادبی روسیه چشمگیر بود.
در دوره مابین دفتر یادداشت و شروع کار سنگین بر برادران کارامازوف، داستایفسکی به مکاتبه با خوانندگانش مشغول شد. در ۱۶ مه ۱۸۷۸، پسر سه ساله او در اثر حمله صرع درگذشت. او به صومعه اپتینا رفت. در ۳ اکتبر پس از بازگشت از صومعه به آپارتمان جدیدی نقل مکان کردند.

## مرگ

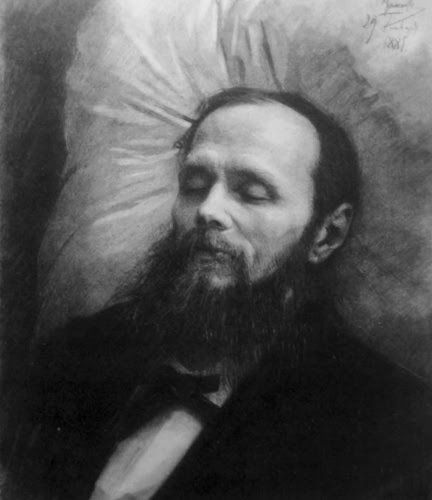
نقاشی پرتره داستایفسکی در تابوت، اثر ایوان کرامسکوی، ۱۸۸۱ میلادی

داستایفسکی سرانجام در اوایل فوریهٔ سال ۱۸۸۱ در اثر خون‌ریزی ریه درگذشت. تشخیص، سل ریوی، برونشیت مزمن و بیماری مزمن انسدادی ریه بود.

## دیدگاه و سبک

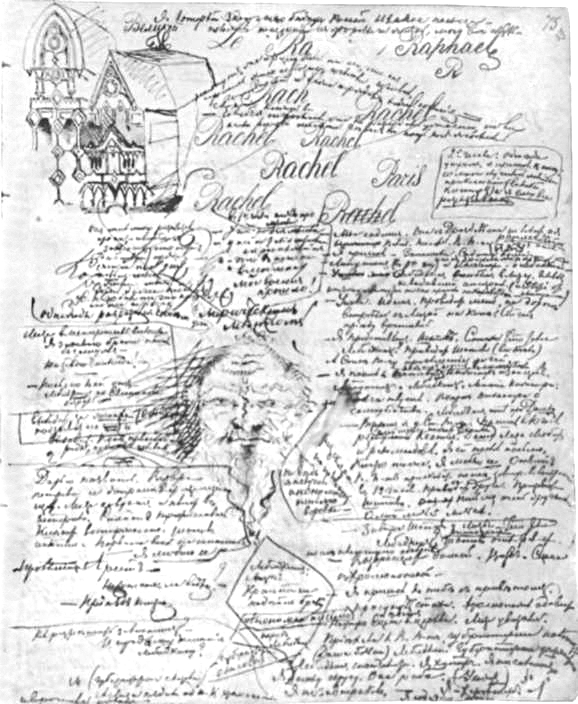
دستنویس جن‌زدگان

آیزایا برلین در جوجه‌تیغی و روباه با این توضیح که «روباه خیلی چیزها را می‌داند اما جوجه‌تیغی یک چیز بزرگ را می‌داند.» روشنفکران و هنرمندانی را در این دو گروه قرار می‌دهد. او داستایفسکی را در دسته جوجه‌تیغی‌ها قرار می‌دهد. سخنرانی مشهور داستایفسکی درباره پوشکین را منطبق با واقعیت نمی‌داند؛ آن سخنرانی را با همه گیرایی و عمق احساسات در آن، در واقع نوری بر شناخت خود داستایفسکی و نه پوشکین می‌داند.
داستایفسکی با عمق و فراز جامعه روسیه آشنا بود: چهار سال زندانی در کنار جنایتکاران بود و سپس در اواخر عمر برای شام به همنشینی با اعضای جوان خانواده تزار دعوت می‌شد تا بر آنها تاثیر داشته باشد. شخصیت‌های او در همه رمان‌هایش با مشکلات روانشناسانه و عاطفی درگیر هستند اما مهمتر آنکه کتاب‌هایش از آموزه‌های ایدئولوژیک زمان خود الهام می‌گرفتند. در نتیجه انقلاب بلشویکی دانشوران روسی، تا همین اواخر، نمی‌توانستند به بررسی عینی و بی‌طرفانه آثار او بپردازند: بزرگترین آثار او تلاش برای تضعیف بنیان‌های ایدئولوژیکی بود که آن انقلاب از آن سرچشمه گرفته بود و بنابراین لازم بود به جای دستاوردهایش، کمبودهای او برجسته شود. با این حال، قرار دادن نوشته‌های داستایوفسکی در بستر اجتماعی-سیاسی و ایدئولوژیک آن‌ها، تنها اولین گام برای درک کافی از آثار اوست.
شخصیت‌های او درگیر بحث‌های نظری هستند و ایده‌های آنها بخشی از هویت آنها می‌شود، تا حدی که هیچ یک مستقل از دیگری وجود ندارد. او در جایگاه یک رمان‌نویس ایدئولوژیک، کنش‌ها و موقعیت‌هایی را خلق می‌کرد که در آنان ایده‌ها بر رفتار غالب می‌شوند. «تخیل فرجام‌شناسانه» او تصوری بود که می‌توانست ایده‌ها را عملی کند و سپس آنها را تا پیامدهای نهایی‌شان پیگیری کند. در عین حال، شخصیت‌های او با توجه به معیارهای معمول اخلاقی و اجتماعی رایج در محیط خود به چنین پیامدهایی پاسخ می‌دهند. تلفیق این دو سطح است که به رمان‌های داستایفسکی هم دامنه‌ای تخیلی و هم زمینه واقع‌گرایانه آنان را می‌دهد. گرایش ذاتی داستایوفسکی به «احساس اندیشه» است که به بهترین آثار او ویژگی می‌بخشد و اهمیت این موضوع را روشن می‌کند که چرا باید نوشته‌های او در رابطه با تکامل ایده‌ها در زمان حیاتش در نظر گرفته شود.
تمام آثاری که داستایفسکی در طول دهه ۱۸۴۰ منتشر کرد، نشانگر پذیرش ایده‌های سوسیالیستی اتوپیایی بود که در آن زمان در میان بخش قابل توجهی از روشنفکران رایج بود — ایده‌هایی که می‌توان آنها را الهام‌گرفته از مسیحیت دانست، هر چند که اخلاقیات آن را در رابطه با مشکلات اجتماعی زمانه بازنگری کرد. در نتیجه، مسیحیت داستایوفسکی که قبلاً «سکولار» بود دچار دگردیسی حیاتی شد. تا آن زمان توجه او به بهبود زندگی روی زمین اختصاص داده شده بود؛ اکنون این هدف، بدون اینکه رها شود، تحت الشعاع آگاهی از اهمیت امید به ابدیت به عنوان پایه اصلی وجود اخلاقی قرار گرفت. دوران حبس او همچنین او را متقاعد کرد که نیاز به آزادی، به ویژه احساس توانایی اعمال اراده آزاد، نیاز غیرقابل ریشه‌کنی هویت انسان است و می‌تواند خود را حتی به شکل‌های ظاهراً خودویرانگرانه (در صورتی که هیچ خروجی دیگری ممکن نباشد) نشان دهد.
همچنین، همانطور که داستایفسکی خود نوشت، چهار سالی که او در اردوگاه زندان گذراند منجر به «بازسازی عقاید [او]» در سطحی این جهانی شد. توجه او به ریشه‌های عمیق مسیحیت سنتی که  حتی در بدترین جنایتکاران وجود داشت، جلب شد و این مساله اساس ایمان پسین او به ماهیت مسیحی ریشه‌کن‌نشدنی مردم روسیه قرار گرفت. بنابراین هنگامی که او پس از ده سال تبعید در سیبری به روسیه بازگشت، پذیرفتن ایده های حاکم بر نسل جدید دهه ۱۸۶۰ که در زمان غیبت او به وجود آمده بود، برایش غیرممکن بود. این ایده‌ها ترکیبی خاص روسی از بی‌خدایی، ماتریالیسم و عقل‌گرایی، و فایده‌گرایی بود. رادیکالیسم روسی شالوده جدیدی پیدا کرده بود که داستایفسکیِ پَسا سیبری پذیرش آن را غیرممکن می‌دانست.
رادیکال‌های روسی به مرور ارزش‌های اخلاقی-اجتماعی زندگی دهقانی روسی را که ریشه در ایمان مسیحی ارتدکس داشت، پذیرفته بودند، اما همچنان از پذیرش این ایمان، که منبع چنین ارزش‌هایی است، خودداری می‌کردند و همچنان به الحاد خود می‌چسبند. چنین تضاد درونی در قلب آخرین و بزرگترین رمان داستایوفسکی، برادران کارامازوف نهفته است، که تلاش می‌کند تا با استفاده از مضمون تئودیسه با این موضوع کنار بیاید. چگونه ممکن است خدایی، احتمالاً از روی عشق، جهانی را خلق کرده باشد که در آن شر وجود داشته باشد؟ رادیکال های دهه ۱۸۶۰ به سادگی وجود خدا را انکار کرده بودند، اما کسانی که در دهه ۱۸۷۰ زندگی می‌کردند، همانطور که داستایوفسکی در نامه‌ای نوشت، نه خدا، بلکه معنای خلقت او را رد می‌کردند.
سالهای آخر عمر او، همزمان با قتل و آشوب در روسیه بود. در این میان، داستایفسکی و تورگنیف نماد دو رویکرد به این فضا بودند. از یک سو، تزاریسم استبدادی که نمی‌خواهد ذره‌ای از اقتدار خود کم کند و از سوی دیگر، اشتیاق به قانون اساسی لیبرال و غربگرا که امکان مشارکت بیشتر مردم در امور دولتی را فراهم کند. داستایفسکی را در کنار نیچه می‌توان نقطه اوج سنت رمانتیکی در نظر گرفت که معترض به خدا هستند و جانب انسانیت رنج‌دیده را می‌گیرند.

### عقاید دینی

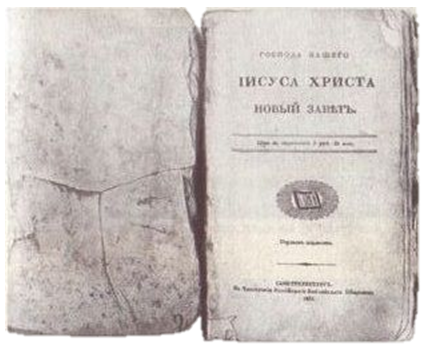
عهد جدیدی که داستایفسکی با خود به زندان در سیبری برد

پس از رهایی از اعدام با جوخه آتش و پیش از تبعید به سیبری، داستایفسکی نامه‌ای احساس‌برانگیز برای برادرش میخائیل نوشت. از همین لحظه است که دیدگاه عمدتاً سکولار که داستایوفسکی قبلاً زندگی انسان را از آن نگاه کرده بود به پس‌زمینه فرو می‌رود. و آنچه که پیش می‌آید، «پرسش‌های نفرین‌شده» دردناکی است که همیشه بشر را آزار داده است — سؤالاتی که پاسخ آنها را می‌توان، اگر اصلاً بتوان، فقط با ایمان دینی داد. در رمان‌های بعدی او، این دو بعد از آگاهی انسانی آمیخته شدند. 
داستایفسکی در دو سال آخر عمرش، در نظر اکثریت قریب به اتفاق مردم باسواد، به نمادی زنده از تمام رنج‌هایی تبدیل شد که تاریخ بر مردم روسیه تحمیل کرده بود. و همچنین نماد تمام اشتیاق آنها برای جهانی ایده‌آل: عشق و هماهنگی برادرانه (مسیحی). داستایفسکی نیز از ایفای چنین نقشی پیامبرانه‌ای سرباز نمی‌زد، نقشی که ممکن بود احساس کرده باشد که خودِ سرنوشت به او واگذار کرده است. زندگی‌اش او را در موقعیت خارق‌العاده‌ای قرار داده بود که از آن می‌توان مشکلات جامعه روسیه را درک کرد، و تکامل ایدئولوژیک هنری او دربرگیرنده و بیانگر همه چالش‌ها و تضادهایی بود که چشم‌انداز زندگی اجتماعی-فرهنگی روسیه را تشکیل می‌داد. افکار عمومی روسیه در هیچ لحظه‌ای به اندازه دوره بحرانی که کشور آن زمان در آن به سر می‌برد، برای دریافت راهنمایی آماده نبود. این زمان طوفانی و ناآرام، درست یک ماه پس از مرگ خود داستایوفسکی، با ترور تزار که مورد احترام داستایفسکی بود، به اوج خود رسید.

## میراث
تولستوی در مقاله‌ای در سال ۱۸۹۰ (شصت و یک سالگی)، به عنوان مقدمهٔ کتابی در مورد مستی، به قهرمان رمان جنایت و مکافات می‌پردازد. تولستوی خاطرات خانه اموات را یکی از کارهای اصیل نثر روسی دانست و در هنر چیست؟ آن را یکی از معدود آثاری در ادبیات جهان دانست که می‌تواند الگوی «هنر والای مذهبی، الهام‌گرفته از عشق به خدا و همسایه» باشد. ویتگنشتاینِ متاخر بخشهایی از برادران کارامازوف را از حفظ بود و این رمان در جبهه جنگ جهانی اول از معدود دارایی‌های شخصی بود که به همراه داشت. آلبر کامو در مقاله شورش به «مفتش اعظم» پرداخت. به گفته چارلز گییون ایوان کارامازوف در نیمه قرن بیستم به نمادی برای کسانی چون کامو و سارتر مبدل شده بود. مارتین هایدگر (یکی دیگر از نمادهای اگزیستانسیالیسم) تفکرات داستایفسکی را یکی از منابع مهم هستی و زمان می‌دانست.
اکساندر بری ابلهِ کوروساوا و جن‌زدگانِ وایدا را برخی از اقتباس‌های مهم از آثار داستایفسکی می‌داند. پیش از آن، وایدا جنایت و مکافات را بر صحنه برده بود. رالف الیسون سرآغاز مرد نامریی را با الهام از داستایفسکی نوشت.
در سال ۱۹۶۸، وودی آلن مقاله‌ای را درباره داستایفسکی در نیویورکر منتشر کرد. پل مک‌کارتنی و جان لنون یکی از آهنگ‌های بیتلز را با الهام از داستایفسکی ساختند.
داستایفسکی منتقدانی نیز دارد که در میانشان دی. اچ. لارنس و نابوکوف قرار دارند.

## آثار اصلی

### بیچارگان
نخستین رمان داستایفسکی به‌صورت نامه‌نگارانه نوشته شد و مورد استقبال منتقد مشهور آن زمان ویساریون بلینسکی قرار گرفت. پیش از آن، خوانندگان نسخه دست‌نویس آنچنان تحت تاثیر قرار گرفتند که ساعت ۴ صبح («شب سفید» پترزبورگ که مثل روز روشن بود) درب خانه داستایفسکی را به صدا در آوردند تا احساساتشان را بیان کنند.